# Монжо, Диана
Диана Монжо (Дайан Монжо; фр. Diane Mongeau) — канадская шахматистка, международный мастер среди женщин (1982).
В составе сборной Канады участница 6-и Олимпиад (1982—1984, 1988—1992, 2004).